# Сони Ериксон T610
Сони Ериксон Т 610 је модел телефона из сони-ериксонове Т серије.

## Карактеристике
Екран
- 65,536 боја

Димензије
- 102 x 44 x 19

Маса
- 95

Меморија
- 2

## Варијанте
- T616
- T628/T630
- T637